# Ratpenat cuallarg de Sumatra
El ratpenat cuallarg de Sumatra (Mormopterus doriae) és una espècie de ratpenat de la família dels molòssids que es troba a Indonèsia.
Està amenaçat d'extinció per la pèrdua del seu hàbitat natural.